# Kara aresztu koszarowego
Kara aresztu koszarowego – dawna kara dyscyplinarna stosowana w Wojsku Polskim.
Karę wymierzało się na okres od trzech do czternastu dni za czyny o znamionach przestępstwa ściganego na wniosek dowódcy jednostki wojskowej, jeżeli uprawniony dowódca odstąpił od złożenia wniosku, oraz za przewinienie dyscyplinarne popełnione w czasie odbywania kary zakazu opuszczania wyznaczonego miejsca przebywania lub w ciągu trzech miesięcy od dnia jej odbycia.
W czasie odbywania kary żołnierz  w czasie wolnym od zajęć służbowych nie może opuszczać jednostki wojskowej lub innego wyznaczonego miejsca przebywania oraz miał obowiązek zgłaszania się do przełożonego lub innego wskazanego żołnierza w określonych odstępach czasu, nie częściej jednak niż cztery razy na dobę, a ponadto w czasie wolnym od zajęć służbowych miał obowiązek pozostawać w określonym przez przełożonego rejonie jednostki wojskowej oraz wykonywać pod kontrolą dodatkowe zadania na rzecz jednostki wojskowej określone przez przełożonego dyscyplinarnego, w wymiarze do 4 godzin dziennie.
Karę aresztu koszarowego mógł orzec w pierwszej instancji tylko dowódca jednostki wojskowej.